# Szent László-templom (Pestszentlőrinc)

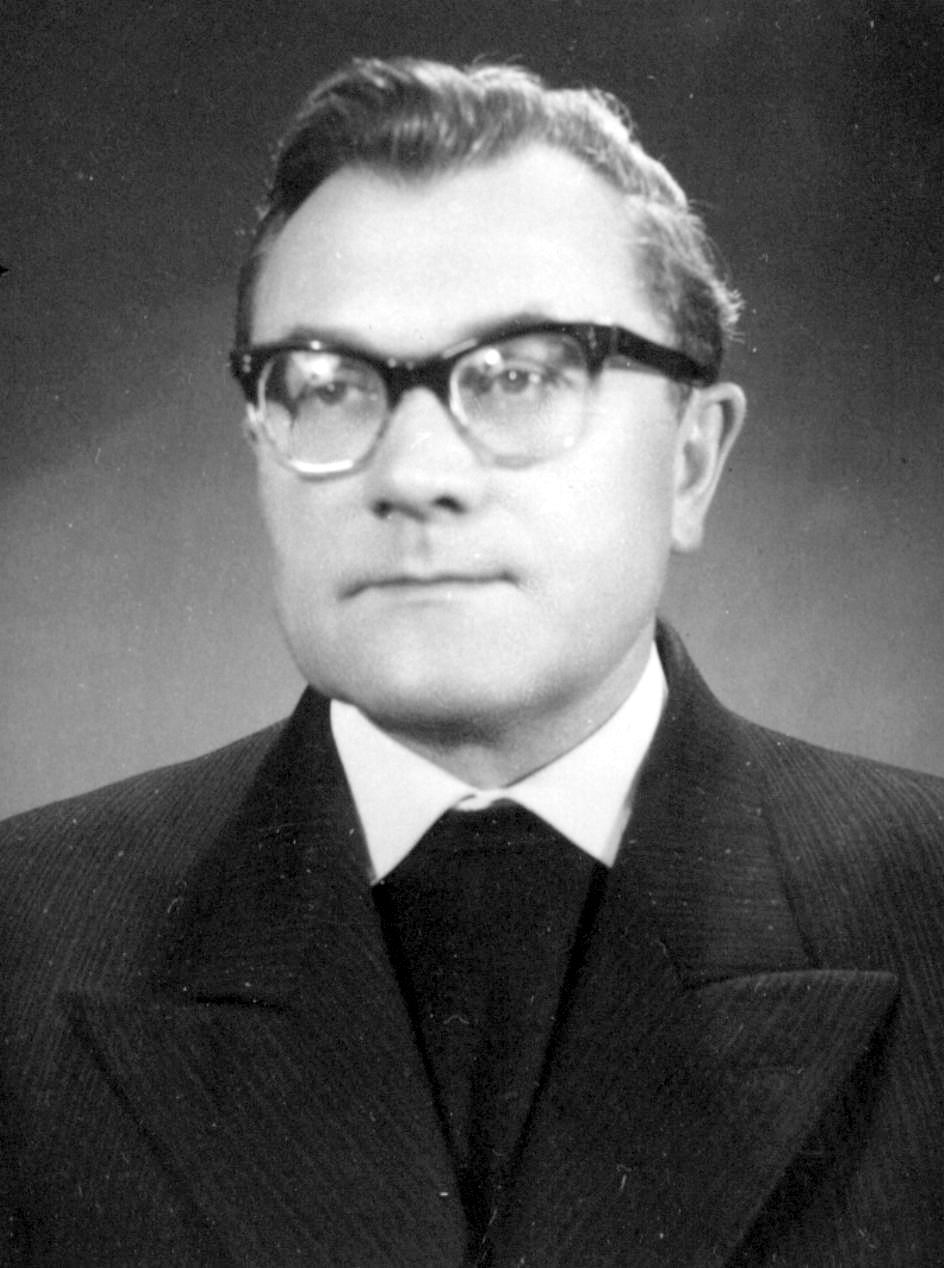
Somogyi László plébános

A Szent László-templom egy római katolikus templom az Esztergom-Budapesti főegyházmegyében, Budapest XVIII. kerületében. A templom építése az első világháború után erre a területre költözött lakosság kezdeményezéséből épült, 1934–1935 között, 1946-ban nyerte el az önálló plébániai rangot.

## A templom építésének története

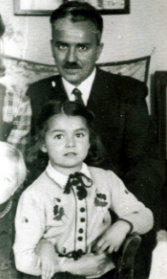
Forgács Ferenc

Az Állami lakótelep az első világháború idején lőszertelep volt. A barakkokat a háború után lakásokká alakították át az elcsatolt országrészekből menekültek, kitelepítettek számára. Kb. kétezer család költözött ide, 1920–22 között. Sok szegénységet, nyomort éltek és láttak az itteniek. A jól összekovácsolódott közösség templomot szeretett volna.
Az Állami lakótelep vezető gondnoka, Forgács Ferenc és dr. Walter József püspöki titkár indították el a templomépítés ügyét. Az 1934. április 27-én alakult Oltáregyesület vette kézbe az ügyet. Az eredeti tervekben csupán egy kis kápolna szerepelt, amely az idők folyamán fokozatosan templomi formát öltött. A főhajót két oldalhajóval toldották és toronnyal látták el. 1934. május elején már el is kezdődött a templom építése, Fanta István műépítész tervei és irányítása révén (négy lakás lett átalakítva!) Az ő munkája az oltárkép is, mely Szent László királyunkat ábrázolja. A torony 1935. május 19-én készült el. Felszentelését 1935. június 29-én végezte Wimmerth Béla prelátus. A templomot Dr. Wimmerth Béla prépost szentelte fel, 1935. június 29-én.

## Lelkipásztorok
Építésekor még a pestszentlőrinci főplébániához tartozott, tehát az ellátása is innen történt. Kiss István káplán, Szabó László hitoktató (először ő misézett a félig kész templomban 1934. december 8-án), Csábi Vilmos, majd 1940–46-ig Somogyi László volt a hitoktató, templomot, híveket ellátó lelkész.

## Bővítése
1939-ben készültek el az oldalhajók és egy színes üvegablak, (Ligeti Sándor munkája). A templom és közössége 1946. október 6-án nyerte el az önálló plébániai rangot. A II. világháború alatt a templom épülete megrongálódott, bombatámadás is érte, de a hívek áldozatkész munkájával sikerült helyreállítani. 1960-ban lehetőség nyílt a templom korszerűsítésére, bővítésére (raktár címen hittanterem lett kialakítva). Mivel nem volt, szükségessé vált plébániaépületet is létrehozni. Patty Károly üzemmérnök tervei alapján épült. 1990. február 11-én Marosi Izidor váci püspök szentelte fel. A nagyon megromlott, megkopott templom épületét 1992–95 között sikerült teljesen felújítani. 1997-re a plébánia épülete kinőtte kereteit. Közösségi és hitéleti célok miatt a részben bővített tetőtér helyére egy teljes szint készült. A szerkezeti és tetőfedési munkák év végére befejeződtek. Az alapterület teljes birtokba vételére 1998-ban kerül sor.

## Leírása
Fanta István által tervezett templom külseje és belseje rendkívül egyszerű kialakítású. A főhajó kelet-nyugat tengelyű, két oldalán alacsonyabb mellékhajók, a nyugati oldalon pedig szentély húzódik. Keleti főhomlokzata előtt keskenyebb és alacsonyabb bejárati előcsarnok húzódik, melynek tört íves tagolású oromzata van. Alacsony, kupolásan záródó tornya a főhomlokzat bal szélén áll, harangház-ablaka félköríves záródású. Harangjainak száma 3.
Belseje tisztán áttekinthető tér, melyet a szentély és a kórus felől korinthoszi lizénák tagolnak. Mennyezete sík, vakolt. A főoltárkép Szent László legendáját vetíti elénk, fölötte feszületet látunk. A szentélytől jobbra Szűz Mária, balra Szent József és a kisded Jézus szobra látható. A bejárat felőli oldalon Szent Antal és Krisztus Király szobra áll. Értékes még az északi oldalhajó színes üvegablaka, amely azt ábrázolja, amint Szent István felajánlja a koronát Máriának. A bejárat feletti kóruson elektromos orgona kapott helyet.
A lelkészség a Szent László plébánia nevet kapta.
A plébánia az 1993-as egyházmegyei határrendezés során került a váci egyházmegyétől az esztergom-budapesti főegyházmegyéhez.

## Külső hivatkozások
https://web.archive.org/web/20080924171314/http://www.esztergomi-ersekseg.hu/?fm=1&am=4&op=plebaniaview&p_id=160